# 丹尼·阿尔维斯
丹尼爾·米格爾·阿爾維斯·戈梅斯（Daniel Miguel Alves Gomes，1983年8月7日—），通常稱為丹尼（Danny），是一名已退役葡萄牙足球運動員，擔任攻擊中場。
丹尼出生於南美國家委內瑞拉，在幼年時移居至葡萄牙的馬德拉島。
他在該島的球隊馬里迪莫開始足球訓練，加入青年隊。2001/02賽季，丹尼獲一隊上陣機會，該賽季上陣20場進5球，吸引了葡超強隊士砵亭以210萬歐元收購，但不久就再外借回母會。
2005年2月，丹尼加盟俄羅斯球隊莫斯科戴拿模，並成為該季球隊最佳球員。
2008年8月24日，丹尼獲另一支俄羅斯勁旅辛尼特垂青，以3000萬歐元轉會費收購，成為俄超最高轉會費的球員。在2008年8月舉行的歐洲超級盃對英超勁旅曼聯的賽事中，他進了第二球入球助辛尼特奪標，亦獲選為「賽事最佳球員」。

## 外部連結
- 辛尼特官方網頁 球員檔案